# 田中潤一朗
田中 潤一朗（たなかじゅんいちろう、1985年3月16日 - ）は、日本のアニメーションプロデューサー。

## 来歴・人物
兵庫県出身。学生時代からアニメが好きで仕事を探し、ダックスプロダクション（現TBSスパークル）に入社後、映画・アニメ事業部でアニメプロデューサーを務めている。

## 作品一覧
2006年
- ひだまりスケッチ

2007年
- 怪物王女

2008年
- 夜桜四重奏－ヨザクラカルテット－
- ひだまりスケッチ×365
- xxxHOLiC◆継

2009年
- にゃんこい！
- 明日のよいち！

2010年
- それでも町は廻っている
- ひだまりスケッチ×☆☆☆

2011年
- 電波女と青春男
- 夢喰いメリー

2012年
- ひだまりスケッチ×ハニカム
- 恋と選挙とチョコレート
- あっちこっち
- キルミーベイベー

2013年
- アウトブレイク・カンパニー
- 桜Trick
- ローゼンメイデン
- やはり俺の青春ラブコメはまちがっている。
- ささみさん＠がんばらない

2014年
- RAILWARS !　-レールウォーズ
- 僕らはみんな河合荘

2015年
- ヤング ブラック・ジャック
- やはり俺の青春ラブコメはまちがっている。
- 銃皇無尽のファフニール

2016年
- ガーリッシュ ナンバー
- この美術部には問題がある！
- だがしかし

2017年
- クロックワーク・プラネット
- うらら迷路帖

2018年
- 七星のスバル
- だがしかし２
- されど罪人は竜と踊る

2019年
- ノー・ガンズ・ライフ（第１期）
- まちカドまぞく
- 五等分の花嫁

2020年
- ノー・ガンズ・ライフ（第２期）
- 安達としまむら
- やはり俺の青春ラブコメはまちがっている。完

2021年
- 五等分の花嫁∬

2022年
- 魔法使い黎明期
- まちカドまぞく 2丁目

2023年
- 冰剣の魔術師が世界を統べる
- 五等分の花嫁∽
- 七つの大罪　黙示録の四騎士

2024年
- 七つの大罪　黙示録の四騎士（第２期）
- 魔女と野獣
- 花野井くんと恋の病
- 五等分の花嫁＊
- アオのハコ